# Rödbetssallad

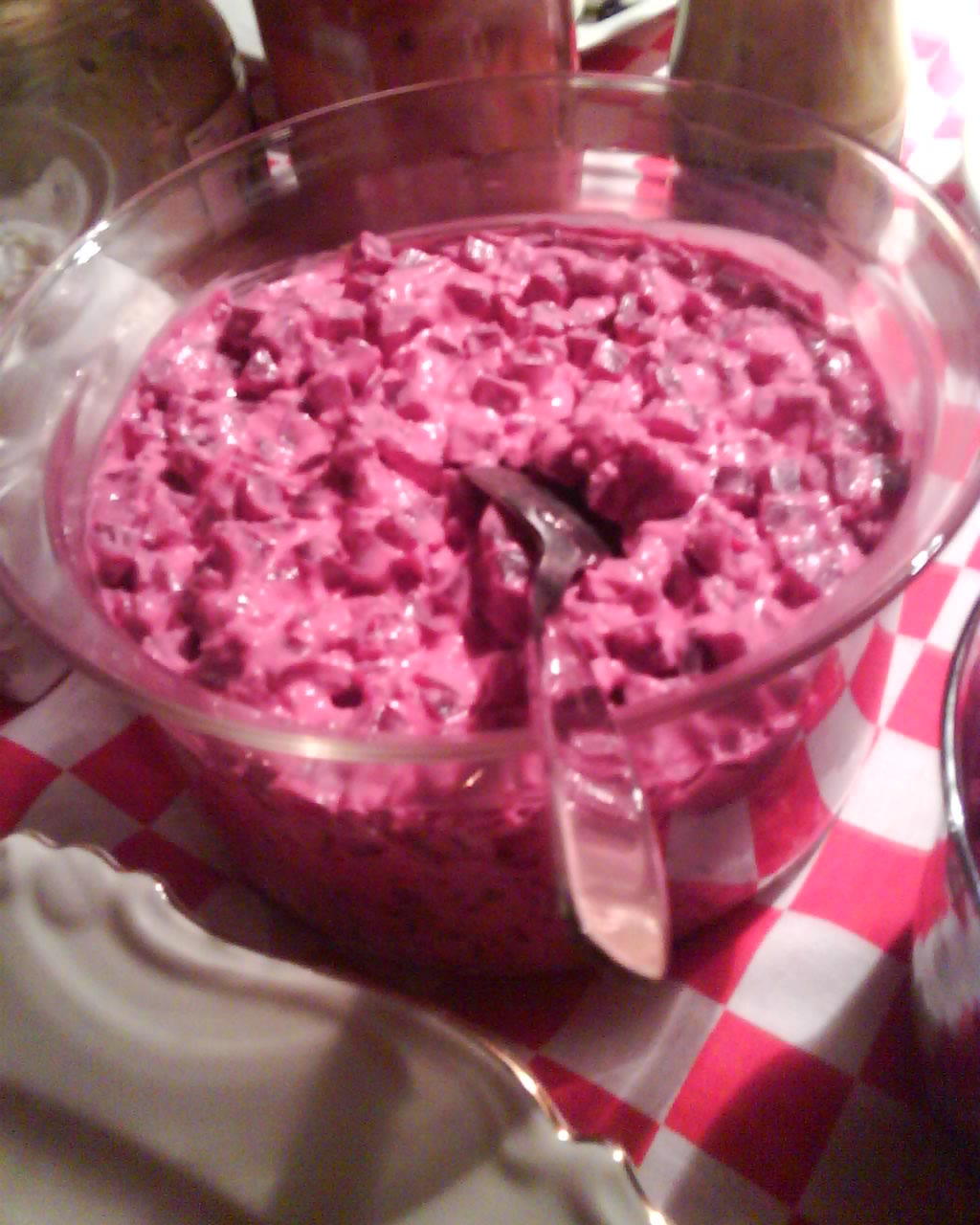
En skål med rödbetssallad.

Rödbetssallad är en maträtt innehållande skalade och skurna rödbetor i en dressing. Det finns olika varianter med råa, inlagda eller kokta rödbetor, skivade eller tärnade, samt olika dressingar och smaksättningar.
Ett exempel på dressing till rödbetssalladen är senapsmajonnäs, eventuellt även äpple och pepparrot. Den är vanligt förekommande på det svenska julbordet. Ett annat alternativ är citrondressing med citron, olja, salt och kryddor.
Rödbetssallad kan även göras på råa tärnade rödbetor, inlagd gurka, purjolök, dill, persilja och pressad citron.
Rödbetssallad serveras till exempelvis köttbullar, skinka, sylta, korv och fisk. Den kan även serveras som förrätt till grönsaksröra, kött, fisk eller fågel.

## Rosoll
Rosoll [rå'såll] hör till det finländska julbordet. Tärnad, kokt potatis respektive morot samt inlagda rödbetor läggs radvis på ett serveringsfat. Rosollen kan dessutom bestå av inlagd gurka, äpple och lök. Om sill ingår i rosollen, så kan den kallas för sillsallad. Rosoll kan ätas med en sås gjord på vispad grädde eller lätt crème fraîche smaksatt med vinäger.